# Edifici nella regione V (Ostia)

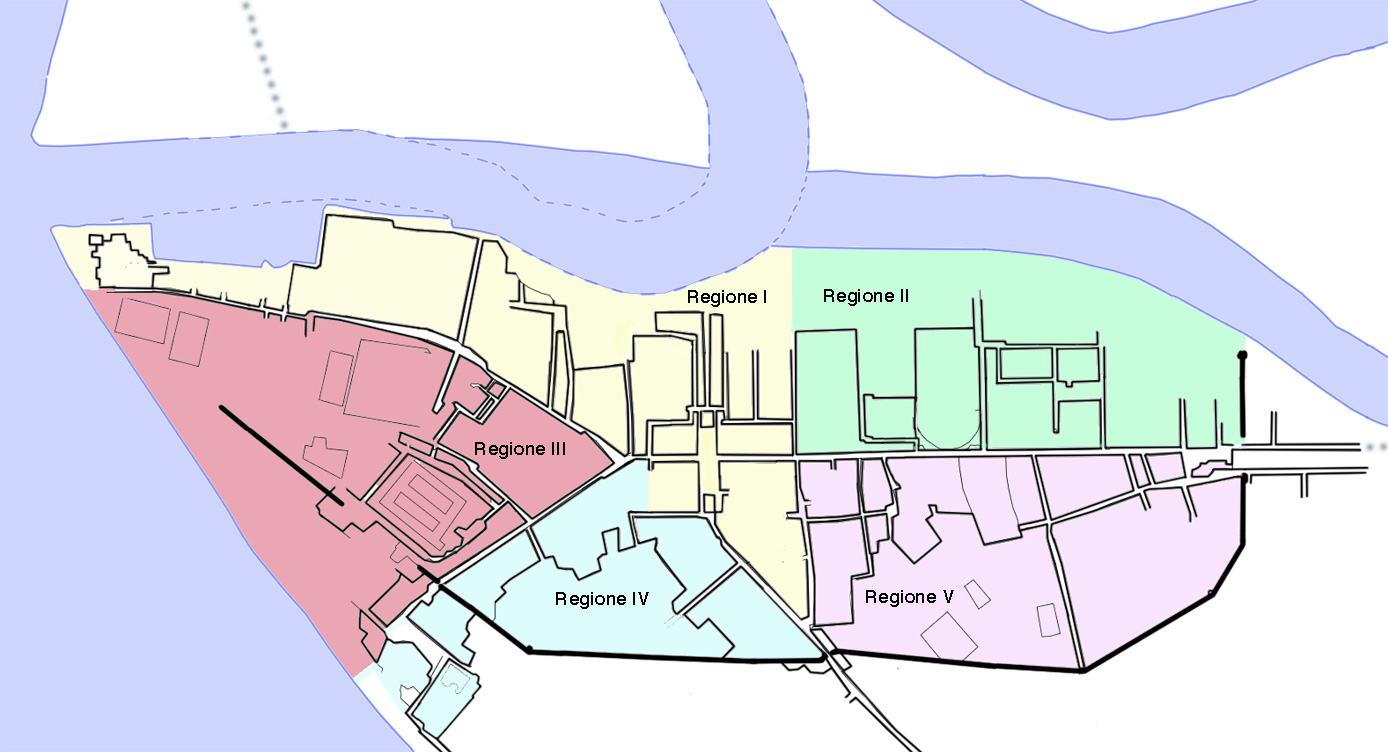
Suddivisione della città antica in regioni

Ostia, analogamente a Roma che in età augustea era suddivisa in 14 regioni, era sudivvisa in almeno 5 regioni, delle quali non conosciamo esattamente l'estensione o i confini. L'attuale identificazione delle regioni è quella ipotizzata dall'archeologo Guido Calza nel 1924, sulla base di una iscrizione di epoca imperiale (CIL XIV, 352), oggi conservata nei Musei Capitolini. 
La regione V comprende il settore sud-orientale della città, che si estende verso Porta Romana ad est, compresa tra il decumano massimo a nord e la via Semita dei Cippi ad ovest, simmetricamente opposta alla regio II e confinando ad ovest con la alla regio I.

## Elenco
Di seguito l'elenco degli edifici presenti.
| Isolato    | Isolato | Edifici    | Edifici                                                    | Edifici | Fotografie                                                | Fotografie |
| V,I        | E: Area non scavata N: Edificio V, I, 2 O: via Semita dei Cippi e Cardo massimo S: Porta Laurentina e area non scavata | V,I,1      | Taberne                                                    | Edificio stretto e lungo, con almeno 6 taberne affacciate sul cardo massimo, che termina in prossimità della Porta Laurentina. Sono presenti scale che portavano ai piani superiori. |                                                           |            |
| V,I        | E: Isolato V,III N: Isolato V, IV O: via Semita dei Cippi S: Edificio V, I, 1                                          | V,I,2      | Edificio                                                   | Grande edificio rettangolare (59 x 45) parzialmente scavato risalente al I secolo d.C. All'interno alcune stanze lungo il perimetro principale, e un muro curvo eretto in epoca successiva, interpretato come traccia di un piccolo anfiteatro. |                                                           |            |
| V,II       | E: via della Casa del Pozzo N: via della Fortuna Annonaria O: via Semita dei Cippi S: passaggio interno                | V,II,1     | Botteghe                                                   | Fila di 11 botteghe ad un piano del primo quarto del II secolo d.C., con ingresso su un passaggio interno. |                                                           |            |
| V,II       | E: via della Casa del Pozzo N: via della Fortuna Annonaria O: via Semita dei Cippi S: passaggio interno                | V,II,2     | Magazzino                                                  | Magazzino con ampio cortile scoperto e tettoie sorrette da pilastri su di un lato, forse a coprire un ufficio; indagato tra il 1938-1942 durante la campagna di scavi condotta da Guido Calza. | Resti del magazzino                                       |            |
| V,II       | E: via della Casa del Pozzo N: via della Fortuna Annonaria O: via Semita dei Cippi S: passaggio interno                | V,II,3     | Caseggiato                                                 | Caseggiato stretto e lungo, con bottega e retrobottega sulla strada, e un piccolo appartamento aperto su un cortile porticato nella parte posteriore, che da un certo momento dovette avere anche un piano superiore. La struttura presenta evidenze di lavori edili dal I° al IV secolo d.C. . |                                                           |            |
| V,II       | E: via della Casa del Pozzo N: via della Fortuna Annonaria O: via Semita dei Cippi S: passaggio interno                | V,II,4-5   | Domus del Protiro                                          | Ricca casa aristocratica, che prende il nome dal piccolo portico a protezione dell'ingresso, il protiro, dov'era inciso il nome dei proprietari, poi cancellato. L'ampia domus era caratterizzata da un cortile interno al centro del quale c'era una vasca, mentre sul lato rivolto ad ovest, c'era un doppio ninfeo marmoreo, rivolto a ovest e a est. La casa aveva sia ampie sale di rappresentanza, che stanze private destinate all'uso dei proprietari, mentre la servitù, probabilmente, aveva i propri ambienti al piano superiore. In questa domus sono stati ritrovati, tra gli altri reperti, una statua di Venere, statue di Diana e Apollo e una statua di un Genio con serpente e cornucopia. | Entrata della Domus                                       |            |
| V,II       | E: via della Casa del Pozzo N: via della Fortuna Annonaria O: via Semita dei Cippi S: passaggio interno                | V,II,6-7   | Terme del Filosofo                                         | La struttura prende il nome dalla statua di Plotino, ritrovata in una delle stanze orientali. Si suppone che fosse destinata a diverse attività pubbliche, e perciò accessibile tramite il lungo corridoio che si trova nella parte più meridionale. Dal corridoio si accedeva a delle botteghe ed ad una grande latrina, e quindi alla parte più interna, che in origine doveva servire come luogo di culto. Successivamente un collegio filosofico prese posto del tempietto, e dietro le stanze destinate allo studio, furono costruite della stanze termali, costituite come d'uso romano, da frigidario, calidario e tepidario. | Busto del filosofo Plotino che ha dato il nome alle terme |            |
| V,II       | E: via della Casa del Pozzo N: via della Fortuna Annonaria O: via Semita dei Cippi S: passaggio interno                | V,II,8     | Domus della Fortuna annonaria                              | Di forma rettangolare, con il lato lungo orientato da est ad ovest, aveva l'ingresso sul lato nord, dato da un protiro, da cui si accedeva ad un piccolo atrio, in basso rispetto al piano stradale, e quindi ad una vasta corte interna, spazio principale della Domus. Di rilievo la sala di rappresentanza abisdata che si apriva sulla corte porticata interna, dove trovava posto un ninfeo, formato da due lati retti e due curvi, posti simmetricamente tra loro. Tra i reperti, una statua identificata con la divinità della Fortuna annonaria. | Triforio della Domus                                      |            |
| V,II       | E: via della Casa del Pozzo N: via della Fortuna Annonaria O: via Semita dei Cippi S: passaggio interno                | V,II,9     | Edificio                                                   | L'edificio, il cui lato lungo occidentale confinava con le Terme del Filosofo e Domus della Fortuna annonaria, era adibito ad attività artigianali svolte in un ampio spazio aperto interno, dove sono state trovate tracce di tettoie; alcune stanze, con apertura lungo la strada, probabilmente erano adibite a botteghe. |                                                           |            |
| V,II       | E: via della Casa del Pozzo N: via della Fortuna Annonaria O: via Semita dei Cippi S: passaggio interno                | V,II,10    | Edificio                                                   | Edificio con due botteghe nelle stanze con affaccio alla strada, alcuni ambienti interni a cui si accede tramite un lungo corridoio, che termina in un piccolo cortile aperto sul retro, che serviva anche per dare luce alle stanze interne. Probabilmente si trattava di una piccola casa con annesse botteghe. |                                                           |            |
| V,II       | E: via della Casa del Pozzo N: via della Fortuna Annonaria O: via Semita dei Cippi S: passaggio interno                | V,II,11    | Appartamento                                               | Piccolo appartamento stretto e lungo (8.45 x 14), con ingresso dalla strada; sono state trovate tracce di affreschi sulla parete di una stanza e tracce di mosaici sui pavimenti delle stanze. |                                                           |            |
| V,II       | E: via della Casa del Pozzo N: via della Fortuna Annonaria O: via Semita dei Cippi S: passaggio interno                | V,II,12    | Appartamento                                               | Piccolo appartamento stretto e lungo (7.50 x 14), composto da pochi ambienti, che originariamente doveva avere una funzione commerciale, e che poi fu modificato in appartamento. |                                                           |            |
| V,II       | E: via della Casa del Pozzo N: via della Fortuna Annonaria O: via Semita dei Cippi S: passaggio interno                | V,II,13    | Caseggiato del Pozzo                                       | Edificio dal perimetro quadrato di circa 200 m² del III secolo d.C., con botteghe sulla strada e un piccolo appartamento sul retro affacciato su un corridoio scoperto per prendere luce, che prende il nome da un pozzo presente alla fine del corridoio. | Pozzo da cui il nome del caseggiato                       |            |
| V,II       | E: via della Casa del Pozzo N: via della Fortuna Annonaria O: via Semita dei Cippi S: passaggio interno                | V,II,14    | Cortile                                                    | Cortile per immagazzinaggio, più tardi parzialmente bloccato da mura costruite in epoche successive. Scavi del 1984-1985 hanno riportato alla luce un mosaico pavimentale a tessere bianche e nere. |                                                           |            |
| V,III      | E: via delle Ermette N: via della Fortuna annonaria O: via della Casa del Pozzo S: edificio V, III,2                   | V,III,1    | Caseggiato dei Lottatori                                   | Sulla base della sua struttura, e del mosaico del vestibolo che raffigura due lottatori, si ipotizza che l'edificio appartenesse alla corporazione dei lottatori. Due botteghe nel lato settentrionale e un ampio cortile porticato, caratterizzano l'edificio, edificato nel II secolo d.C., e successivamente modificato. | Mosaico del caseggiato                                    |            |
| V,III      | E: via delle Ermette N: via della Fortuna annonaria O: via della Casa del Pozzo S: edificio V, III,2                   | V,III,2    | Botteghe                                                   | L'interpretazione della funzione di questo edificio è incerta, per la posizione inusuale delle porte di accesso delle stanze che altrimenti potrebbero essere delle botteghe; si ipotizza che fosse utilizzato come deposito o area di lavoro per attività artigianali. |                                                           |            |
| V,III      | E: via delle Ermette N: via della Fortuna annonaria O: via della Casa del Pozzo S: edificio V, III,2                   | V,III,3    | Domus del Pozzo                                            | La piccola Domus, della seconda metà del III secolo d.C., che fu costruita dove si trovava un appartamento del II secolo d.C., deve il proprio nome ad una cisterna presente al piano interrato, caratteristica questa molto rara tra gli edifici di Ostia. La domus, che prendeva luce dalle finestre poste lungo il lato occidentale, aveva il proprio fulcro nella stanza di rappresentanza, dove al centro trovava spazio una statua o una fontana. | Pavimento della Domus                                     |            |
| V,III      | E: via delle Ermette N: via della Fortuna annonaria O: via della Casa del Pozzo S: edificio V, III,2                   | V,III,4    | Appartamento                                               | Appartamento a medianum di circa 100 metro quadrati, con stanze di rappresentanza, camera da letto e latrina, di età adrianea. |                                                           |            |
| V,III      | E: via delle Ermette N: via della Fortuna annonaria O: via della Casa del Pozzo S: edificio V, III,2                   | V,III,5    | Botteghe                                                   | Fila di 6 botteghe con ingresso su via delle Ermette, collegate tra di loro con porte interne, e con una scala esterna sul lato meridionale. Originariamente collegata alla Domus del Pozzo. |                                                           |            |
| V,IV       | E: via del Sole N: via dell'Invidioso O: via Semita dei Cippi S: via della Fortuna annonaria                           | V,IV,1     | Botteghe                                                   | Gruppo di botteghe, almeno 7, con ingresso sulla via Semita dei cippi, su via dell'Invidioso e su via della Fortuna annonaria. Tra queste anche un thermopolium, assimilabile ad un bar moderno. |                                                           |            |
| V,IV       | E: via del Sole N: via dell'Invidioso O: via Semita dei Cippi S: via della Fortuna annonaria                           | V,IV,2     | Edificio                                                   | Edificio di epoca adrianea, con ambienti a pilastro centrale, con ingressi su via del Sole, su via dell'Invidioso e su via della Fortuna annonaria; forse era presente una piccola fullonicae , un locale artigianale per la lavorazione della lana. |                                                           |            |
| V,V        | E: via del Sole N: Decumano massimo O: via Semita dei Cippi S: via dell'Invidioso                                      | V,V,1      | Caseggiato dell'Invidioso                                  | Due botteghe per la vendita del pescato, precedute da un portico; sul pavimento un mosaico a tessere bianche e nere, con scene di pesca e la scritta ''INBIDIOSOS''. Nel 1970 furono ritrovate delle monete nello strato di supporto del mosaico. |                                                           |            |
| V,V        | E: via del Sole N: Decumano massimo O: via Semita dei Cippi S: via dell'Invidioso                                      | V,V,2      | Terme dell'Invidioso                                       | Le terme, che prendono il nome dal Caseggiato dell'invidioso che occupano in angolo della stessa insula, furono costruite alla metà del I secolo d.C., e rimasero in funzione almeno fino all'inizio del V secolo d.C. . Diversi ambienti dedicati ai bagni termali (frigidario, tiepidario e calidario), una palestra e una taberna con i resti di un bancone. Nel vestibolo di via Semita dei Cippi, un mosaico a soggetto marino, nel quale si alternano pesci ad animali marini fantastici. | Frigidarium con l'abside                                  |            |
| V,V        | E: via del Sole N: Decumano massimo O: via Semita dei Cippi S: via dell'Invidioso                                      | V,V,3-4    | Botteghe                                                   | Botteghe con ingresso lungo il decumano massimo e spazio per attività artigianali sul retro; archi sulla via Semita dei cippi in collegamento con il caseggiato della Cisterna (I,XII,4). |                                                           |            |
| V,VI       | E: via del Mitreo dei Serpenti N: decumano massimo O: via del Sole S. via della Fortuna annonaria                      | V,VI,1     | Caseggiato del Sole                                        | Il caseggiato prende il nome da un graffito con scritto DOMINVS SOL HIC AVITAT, il dio Sole abita qui. L'edificio che risale al II secolo d.C., dalla forma rettangolare allungata, sul alto corto settentrionale si affaccia con due taberne sul Decumano Massimo, e da nome alla via che da questo parte verso sud, dove si trovano gli ingressi di ben otto taberne, e una latrina ad utilizzo pubblico. Sul lato orientale due piccoli appartamenti, con dei piccoli cortili da cui prendere luce e aria. Resti di scale indicano che il caseggiato aveva almeno un piano superiore. | Affresco nel caseggiato                                   |            |
| V,VI       | E: via del Mitreo dei Serpenti N: decumano massimo O: via del Sole S. via della Fortuna annonaria                      | V,VI,2     | Botteghe                                                   | Ampi ambienti aperti sulla via del Sole utilizzati come botteghe artigianali o depositi. |                                                           |            |
| V,VI       | E: via del Mitreo dei Serpenti N: decumano massimo O: via del Sole S. via della Fortuna annonaria                      | V,VI,3     | Botteghe                                                   | Botteghe con ambienti retrostanti su via della Fortuna annonaria, costruite durante il regno di Marco Aurelio. In una delle stanze è stato ritrovato un dolium defossum, ovvero un dolio interrato. |                                                           |            |
| V,VI       | E: via del Mitreo dei Serpenti N: decumano massimo O: via del Sole S. via della Fortuna annonaria                      | V,VI,4     | Edificio                                                   | Edificio di cui non si conosce la destinazione. |                                                           |            |
| V,VI       | E: via del Mitreo dei Serpenti N: decumano massimo O: via del Sole S. via della Fortuna annonaria                      | V,VI,5     | Mitreo dei Serpenti                                        | Dell'edificio a cui appartiene il mitreo, che si trova nell'angolo nord-occidentale, non si sa molto, se non che era destinato a botteghe. Il mitreo deve il nome ad un affresco rappresentante due serpenti, uno femminile, ed un altro dietro l'altare crestato, e perciò maschile. | Affresco                                                  |            |
|            | | V, VI, 6   | Botteghe                                                   | Edificio adrianeo, costituito da tre botteghe con retrobottega che affacciano sul decumano. Nell'angolo nord-est c'è quello che resta di una scala esterna, accanto a un corridoio. |                                                           |            |
| V,VII      | E: via degli Augustali N: decumano massimo O: via del Mitreo dei Serpenti S: via della Fortuna annonaria               | V,VII,1-2  | Sede degli Augustali                                       | La destinazione di questo edificio, a sede della confraternita sacerdotale degli Augustali, preposti al culto della casa imperiale, è stata proposta da Guido Calza, sulla base di alcune statue identificabili come parenti di Augusto, e di un piccolo mosaico con due Amorini che reggono una corona. Questa interpretazione successivamente è stata rivista, ed oggi si ritiene che le statue, originariamente poste ad ornare i sepolcri, siano state successivamente portate nel cortile interno dell'edificio, per farne calcina. Si sarebbe quindi trattato di una tipica domus patrizia, caratterizzata da un'ampia corte interna, circondato da un ampio porticato. Restano, oltre ai più comuni mosaici a tessere bianche e nere, anche il mosaico policromo degli Amorini, e affreschi del IV secolo d.C. . | Sede degli Augustali                                      |            |
| V,VII      | E: via degli Augustali N: decumano massimo O: via del Mitreo dei Serpenti S: via della Fortuna annonaria               | V,VII,3    | Fullonica                                                  | La struttura, scoperta tra il 1957-1958 ed utilizzata per la lavorazione della lana, risale all'epoca di Marco Aurelio. Al centro ci sono 4 vasche tra di loro comunicanti circondate da un porticato; sul lato occidentale sono ancora visibili piccoli fori quadrati utilizzati per sostenere i pani su cui i tessuti venivano messi ad asciugare. |                                                           |            |
| V,VII      | E: via degli Augustali N: decumano massimo O: via del Mitreo dei Serpenti S: via della Fortuna annonaria               | V,VII,4-5  | Domus dei Capitelli di stucco                              | La ricca domus che risale al II secolo a.C., è una delle poche abitazioni di età repubblicana ancora esistenti ad Ostia. Deve il nome alle colonne tuscaniche resti del peristilio che circondava la corte interna; il porticato era stato costruito con tufo, tranne negli angoli dove era stato utilizzato il travertino. Le altre stanze della domus si trovano nella part nord-occidentale dell'edificio, mentre quelle nella parte sud-occidentale, erano destinate a botteghe. | Domus                                                     |            |
| V,VIII     | E: via di Felicissimo N: via della Fortuna annonaria O: via delle Ermette S: area non scavata                          | V,VIII,1-4 | Domus del Larario                                          | La domus prende il nome da un larario, un piccolo sacrario dedicato al culto dei Lari, costruito sul muro meridionale del cortile interno, bordato su due lati da un porticato. Risalente all'età è adrianea e rimaneggiato durante il regno di Antonino Pio, l'edificio ospitava anche diverse botteghe, con affaccio su via della Fortuna Annonaria e su via Ermete. |                                                           |            |
| V,IX       | E: passaggio interno N: via della Fortuna annonaria O: via di Felicissimo S:limite con le terme del Nuotatore          | V,IX,1     | Mitreo di Felicissimo                                      | Costruito nella seconda metà del III secolo all'interno di un edificio del II secolo, presenta nel pavimento un mosaico a tessere bianche e nere in cui sono raffigurati, entro specchiature nere, i simboli dei sette gradi dell'iniziazione mitraica, dal più basso (in prossimità dell'ingresso) al più alto (in prossimità della parete di fondo e dello scomparso altare); nell'ultimo pannello è anche l'iscrizione dedicatoria FELICISSIMVS / EX VOTO F(ecit), con ogni probabilità uno schiavo. | Mitreo di Felicissimo                                     |            |
| V,IX       | E: passaggio interno N: via della Fortuna annonaria O: via di Felicissimo S:limite con le terme del Nuotatore          | V,IX,2     |                                                            | Edificio rettangolare con sviluppo da nord a sud, di età adrianea, di destinazione incerta, ospita negli ambienti meridionali il mitreo del Felicissimo. |                                                           |            |
| V,X        | E: passaggio interno O: via degli Augustali e passaggio interno S: area non scavata                                    | V,X,1      | Domus su via degli Augustali                               | Sebbene sia nota come domus, date le sue ridotte dimensioni, molto più probabilmente si trattava di un ufficio. Un lungo corridoio da cui si accedeva a due stanze, decorate con marmi e affreschi. | Pavimento mosaicato                                       |            |
| V,X        | E: passaggio interno O: via degli Augustali e passaggio interno S: area non scavata                                    | V,X,2      | Santuario della Bona Dea                                   | Con Bona Dea, che ha un significato generale di Grande Madre, si venerava un'antica divinità laziale, il cui nome non poteva essere pronunciato, e il cui culto principale era rivolto alle sole donne. Il santuario, il più recente dei due dedicati alla dea ad Ostia, scoperto nel 1941 durante gli scavi condotti da Guido Calza, risale all'epoca repubblicana, ma fu ricostruito in età augustea. Il tempio vero e proprio, costruito su un pronao ed era era dotato di un portico con affreschi, era circondato da un cortile, per mantenere la natura misterica del culto. Su di un cippo è stata ritrovata l'iscrizione dedicatoria di Terentia, una nobile appartenente ad una delle famiglie più importanti di Ostia.                                                                                        |                                                           |            |
| V,X        | E: passaggio interno O: via degli Augustali e passaggio interno S: area non scavata                                    | V,X,3      | Terme del Nuotatore                                        | Le terme prendono il nome da un mosaico con rappresentato un nuotatore, ritrovato in una stanza di passaggio tra l'atrio e il frigidarium. L'edificio fu costruito durante in regno di Domiziano, e successivamente rimaneggiato, finché abbandonato, fu utilizzato come discarica, soprattutto di anfore. Una stanza del tepidaria era adornata a stucchi con scene mitoligiche. Le terme furono scavate una prima volta tra il 1938 e 1942 sotto la direzione di Guido Calza, e tra il 1966 e il 1975 da Andrea Carandini. | Dettaglio del mosaico                                     |            |
| V,XI       | E: passaggio interno N: decumano massimo O: via degli Augustali S: area non scavata                                    | V,XI,1     | Tempio collegiale                                          | Il tempio, sulla base di frammenti di un'iscrizione era dedicato al culto degli Imperatori (Pertinace in questo caso) o forse al dio Marte, protettore della corporazione dei Costruttori. La struttura si componeva di una cortile, con pavimenti di marmo e con al centro un altare, e di un semplice tempio rialzato, con un pronao, cui si accedeva tramite una scalinata, che precedeva la cella. | Altare e scale al tempio                                  |            |
| V,XI       | E: passaggio interno N: decumano massimo O: via degli Augustali S: area non scavata                                    | V,XI,2     | Caseggiato del Temistocle                                  | L'ampio caseggiato probabilmente apparteneva alla Corporazione dei costruttori, visto che nella parte settentrionale trovò posto il tempio collegiale. Il caseggiato si struttura su due lunghe parti edificate, al cui centro si trovava una strada di servizio. L'ala occidentale dell'edificio era destinata a botteghe, mentre in quella orientale trovavano posto 4 appartamenti di medie dimensioni. Ugualmente nella parte meridionale si trovava un altro appartamento. Il Caseggiato prende il nome dal busto di Temistocle ritrovato durante gli scavi del 1938-42. | Affresco nel caseggiato                                   |            |
| V,XI       | E: passaggio interno N: decumano massimo O: via degli Augustali S: area non scavata                                    | V,XI,3     | Botteghe                                                   | Qui trovano spazio due botteghe con retrobotteghe, affacciate su di un portico che accede al decumano massimo. Ci sono anche resti di una scala esterna che conduceva al piano superiore. |                                                           |            |
| V,XI       | E: passaggio interno N: decumano massimo O: via degli Augustali S: area non scavata                                    | V,XI,4-5   | Portico del Monumento repubblicano e Magazzino annonario e | Il portico, che affacciava sul lato meridionale del decumano, prende il nome da un monumento funebre dell'età repubblicana che si trova all'estremità orientale dell'edificio. Dietro il portico quattro negozi con una grande sala, e quindi un corridoio che conduceva un grande ambiente, dove sono presenti dei dolii, destinato al deposito delle merci. | Magazzino annonario visto dal teatro                      |            |
| V,XI       | E: passaggio interno N: decumano massimo O: via degli Augustali S: area non scavata                                    | V,XI,6     | Monumento repubblicano                                     | Monumento funebre che si trova sul lato meridionale del decumano, poco distante dal teatro. Poiché le sepolture non erano ammesse entro le mura cittadine, il monumento deve necessariamente risalire ad un periodo antecedente all'allargamento di queste, risalente alla metà del primo secolo a.C. . | Resti del monumento (transennato)                         |            |
| V,XI       | E: passaggio interno N: decumano massimo O: via degli Augustali S: area non scavata                                    | V,XI,7     | Portico degli Archi trionfali                              | Il portico si trova sul lato meridionale del decumano, di fronte al Teatro. In corrispondenza di questo portico fu costruito l'Arco di Caracalla, che poggiava su due coppie di colonne e attraversava il decumano. | Portico ripreso verso Porta Romana                        |            |
| V,XI       | E: passaggio interno N: decumano massimo O: via degli Augustali S: area non scavata                                    | V,XI,8     | Horrea dell'Artemide                                       | Dietro il portico si trovano delle botteghe con in mezzo un corridoio che conduceva ad un grande magazzino nella parte retrostante. Questo magazzino aveva un cortile interno senza porticato, su cui si aprivano i locali per il deposito delle merci. Sul lato meridionale dell'edificio i resti del peristilio di una domus tardo-repubblicana, quindi di epoca precedente al magazzino risalente all'epoca traianea. | Il magazzino                                              |            |
| V,XII      | E: via del Sabazeo N: Decumano massimo O: passaggio interno S: area non scavata                                        | V,XII,1    | Horrea di Ortensio                                         | I magazzini di Ortensio, che si trovano davanti al teatro dall'altro lato del decumano, furono costruiti tra il 25-50 d.C., ma subirono rimaneggiamenti fino a tutto il V secolo d.C. . L'edificio è molto grande, mediamente è largo 60 metri, e presenta l'usuale struttura, che prevede un cortile interno con porticato e tutta una teoria di stanze che vi si affacciano, dedicate allo stoccaggio. Nella parte nord-occidentale del colonnato si trova un santuario costruito nel III secolo d.C. da Ortensio, capitano della flotta navale del Miseno. | Gli Horrea                                                |            |
| V,XII      | E: via del Sabazeo N: Decumano massimo O: passaggio interno S: area non scavata                                        | V,XII,2    | Horrea                                                     | L'edificio che affaccia sul decumano, dove si trovano le solite botteghe, presenta nella parte retrostante una corte dove affacciano le stanze adibite a deposito. Nella parte centrale dell'edificio, in epoca successiva alla sua costruzione avvenuta in epoca traianea, si trova il Santuario di Sabazio. |                                                           |            |
| V,XII      | E: via del Sabazeo N: Decumano massimo O: passaggio interno S: area non scavata                                        | V,XII,3    | Sanutario del Sabazeo                                      | Il sanutario fu ricavato nel III secolo d.C. da una delle stanze degli Horrea (V,XII,2), chiudendo l'ingresso che dava verso la corte interna, e aprendone uno nuovo sulla via che correva sul lato orientale degli Horrea. Quando fu scoperta nel 1909 durante gli scavi condotti da Dante Vaglieri, il santuario fu attribuito al culto di Sabazio, sulla base di un'iscrizione ivi rinvenuta. L'ambiente ha però le caratteristiche tipiche di un mitreo, con i suoi podi lungo le pareti laterali, e per questo motivo si è ipotizzato che la cappella sarebbe stata originariamente dedicata a Sabazio, onorato con Caelestis, prima di essere trasformata in mitreo. |                                                           |            |
| V,XIII-XVI | E: piazzale della Vittoria N: decumano massimo O: via del Sabazeo S: via della Vittoria                                | V,XVI,1    | Edifici                                                    | Edifici non scavati. |                                                           |            |
| V,XIII-XVI | E: piazzale della Vittoria N: decumano massimo O: via del Sabazeo S: via della Vittoria                                | V,XVI,2    | Edifici                                                    | Serbatoio sotterraneo per la raccolta e distribuzione dell'acqua, di cui non è nota l'epoca della costruzione. | Piazzale della Vittoria                                   |            |
| V,XVII     | Piazzale della Vittoria lungo il decumano massimo                                                                      | V,XVII,1   | Edificio                                                   | Resti di un edificio di culto con ninfeo del I secolo d.C., rinvenuti sotto il più vasto ninfeo di piazzale della Vittoria. |                                                           |            |
| V,XVII     | Piazzale della Vittoria lungo il decumano massimo                                                                      | V,XVII,2   | Ninfeo                                                     | Il ninfeo che si trova sul piazzale della Vittoria, così chiamato per via della statua della Vittoria alata che doveva ornare la vicina Porta Romana, con i suoi 23 metri che corrono da est a ovest, domina la piazza. Costruito in epoca domiziana, sopra strutture preesistenti, poteva avere funzioni decorative, trovandosi sulla principale via d'entrata cittadina, ma non si esclude che potesse essere utilizzato come mangiatoia per gli animali. |                                                           |            |
| V,XVII     | Piazzale della Vittoria lungo il decumano massimo                                                                      | V,XVII,3   | Monumento                                                  | Monumento con strutture di incerta interpretazione a sud del ninfeo. |                                                           |            |
| V,XVIII    | E: mura di I secolo a.C. N: decumano massimo O: piazzale della Vittoria S: via della Vittoria                          | V,XVIII,1  | Sala                                                       | Grande sala, suddivisa da file di pilastri ed addossata alle mura, di cui si ignora la funzione. |                                                           |            |
| V,XIX      | E: mura di I secolo a.C. N: via della Vittoria O: via che parte da via della Vittoria S: area non scavata              | V,XIX,1    | Edificio                                                   | Edificio solo parzialmente scavato (ambienti lungo la via occidentale) di cui si ignora la funzione. |                                                           |            |
| V,XX       | E: via che parte da via della Vittoria N:via della Vittoria O: area non scavata S: area non scavata                    | V,XX,1     | Edificio                                                   | Edificio solo parzialmente scavato e di cui si ignora la funzione, con un portico e ambienti retrostanti lungo la via orientale. |                                                           |            |

### Annotazioni
1. ↑  A Decimo Flavio Floro Verano, ... armatore delle cinque corporazioni dei battellieri (lenuncularii) ostiensi, per tutti gli onori e i meriti che ha saputo guadagnarsi come membro delle cinque corporazioni delle regioni della Colonia Ostiense... . Le Regioni di Ostia antica, su ostiaantica.beniculturali.it. URL consultato il 19 marzo 2025.
2. ↑  Il mosaico, a tessere bianche e nera, rappresenta due lottatori, uno vincente e uno perdente, dei quali sono riportati i nomi: Artemi e Sacal.[23]
3. ↑  1º grado Corax tutelato da Mercurio; 2º grado Nymphus tutelato da Venere; 3º grado Miles tutelato da Marte; 4º grado Leo tutelato da Giove; 5º grado Perses tutelato da Luna; 6º grado Heliodromus tutelato da Sole; 7º grado Pater tutelato da Mitra. Gabriele Caton e Francesca Licordari, Il mitreo di Felicissmo. URL consultato l'11 novembre 2024.

### Riferimenti
1. ↑   Le Regioni di Ostia antica, su ostiaantica.beniculturali.it. URL consultato il 19 marzo 2025.
2. ↑  (EN) Topographical dictionary - regio II - clickable plan, su ostia-antica.org. URL consultato il 19 marzo 2025.
3. ↑   Strade ostiensi, su gisnadis.parcoarcheologicostiantica.it. URL consultato il 19 marzo 2025.
4. ↑   Regio V - Insula I - Caseggiato a botteghe V,I,1, su ostia-antica.org, 21 ottobre 2024.
5. ↑   Regio V - Insula I - Horrea V,I,2, su ostia-antica.org, 21 ottobre 2024.
6. ↑   Regio V - Insula II - Caseggiato V,II,1, su ostia-antica.org, 21 ottobre 2024.
7. ↑   Regio V - Insula II - Caseggiato V,II,2, su ostia-antica.org, 21 ottobre 2024.
8. ↑   Regio V - Insula II - Caseggiato V,II,3, su ostia-antica.org, 21 ottobre 2024.
9. ↑   Domus del Protiro, su ostiaantica.beniculturali.it, 21 ottobre 2024.
10. ↑   Regio V - Insula II - Domus del Protiro (V,II,4-5), su ostia-antica.org, 22 ottobre 2024.
11. ↑  (EN) Regio V - Insula II - Terme del Filosofo (V,II,6-7), su ostia-antica.org, 22 ottobre 2024.
12. ↑   Gli scavi di Osta Antica (seconda parte), su iviaggidiraffaella.blogspot.com, 22 ottobre 2024.
13. ↑  Becatti, pp. 197–199.
14. ↑   Domus della Fortuna annonaria, su ostiaantica.beniculturali.it, 23 ottobre 2024.
15. ↑  (EN) Regio V - Insula II - Domus della Fortuna Annonaria (V,II,8), su ostia-antica.org, 23 ottobre 2024.
16. ↑   Ostia antica. Il parco archeologico celebra il 2776° Natale di Roma col mosaico della Lupa che allatta i gemelli Romolo e Remo, su archeologiavocidalpassato.com, 23 ottobre 2024.
17. ↑  (EN) Regio V - Insula II - Caseggiato V,II,9, su ostia-antica.org, 23 ottobre 2024.
18. ↑  (EN) Regio V - Insula II - Caseggiato V,II,10, su ostia-antica.org, 23 ottobre 2024.
19. ↑  (EN) Regio V - Insula II - Caseggiato V,II,11, su ostia-antica.org, 23 ottobre 2024.
20. ↑  (EN) Regio V - Insula II - Caseggiato V,II,12, su ostia-antica.org, 23 ottobre 2024.
21. ↑  (EN) Regio V - Insula II - Caseggiato del Pozzo (V,II,13), su ostia-antica.org, 24 ottobre 2024.
22. ↑  (EN) Regio V - Insula II - Caseggiato V,II,14, su ostia-antica.org, 24 ottobre 2024.
23. 1 2   Caseggiato dei lottatori, su ostiaantica.beniculturali.it, 25 ottobre 2024.
24. ↑  (EN) Regio V - Insula III - Caseggiato dei Lottatori (V,III,1), su ostia-antica.org, 25 ottobre 2024.
25. ↑  (EN) Regio V - Insula III - Edificio V,III,2, su ostia-antica.org, 25 ottobre 2024.
26. ↑  (EN) Regio V - Insula III - Domus del Pozzo (V,III,3), su ostia-antica.org, 26 ottobre 2024.
27. ↑   Domus del Pozzo, su ostiaantica.beniculturali.it, 26 ottobre 2024.
28. ↑  (EN) Regio V - Insula III - Casa V,III,4, su ostia-antica.org, 27 ottobre 2024.
29. ↑  (EN) Regio V - Insula III - Caseggiato V,III,5, su ostia-antica.org, 27 ottobre 2024.
30. ↑  (EN) Regio V - Insula IV - Edificio V,IV,1, su ostia-antica.org, 27 ottobre 2024.
31. ↑  (EN) Regio V - Insula IV - Edifici V,IV,2-3, su ostia-antica.org, 27 ottobre 2024.
32. ↑  (EN) Regio V - Insula V - Caseggiato dell'Invidioso (V,V,1), su ostia-antica.org, 28 ottobre 2024.
33. ↑  (EN) Regio V - Insula V - Terme dell'Invidioso (V,V,2), su ostia-antica.org, 28 ottobre 2024.
34. ↑  (EN) Regio V - Insula V - Edifici V,V,3-4, su ostia-antica.org, 29 ottobre 2024.
35. ↑  (EN) Regio V - Insula VI - Caseggiato del Sole (V,VI,1), su ostia-antica.org, 29 ottobre 2024.
36. ↑   Elisabetta Bianchi, Ostia, R.V, Is. VI. Il Caseggiato del Sole e gli edifici attigui, in Bollettino di Archeologia, n. 49-50, Istituto Poligrafico e Zecca dello Stato, 1998,  pp. 115–130.
37. ↑  (EN) Regio V - Insula VI - Edificio V,VI,2, su ostia-antica.org, 29 ottobre 2024.
38. ↑  (EN) Regio V - Insula VI - Edificio V,VI,3, su ostia-antica.org, 30 ottobre 2024.
39. ↑  (EN) Regio V - Insula VI - Edificio V,VI,4, su ostia-antica.org, 30 ottobre 2024.
40. ↑  (EN) Regio V - Insula VI - Mitreo dei Serpenti, su ostia-antica.org, 30 ottobre 2024.
41. ↑   Mitreo dei serpenti, su ostiaantica.beniculturali.it, 30 ottobre 2024.
42. ↑  (EN) Regio V - Insula VI - Caseggiato, su ostia-antica.org, 30 ottobre 2024.
43. ↑  (EN) Regio V - Insula VII - Sede degli Augustali (V,VII,1-2), su ostia-antica.org, 30 ottobre 2024.
44. ↑   Cd. Sede degli Augustali, su ostiaantica.beniculturali.it, 30 ottobre 2024.
45. ↑  (EN) Regio V - Insula VII - Fullonica V,VII,3, su ostia-antica.org, 31 ottobre 2024.
46. ↑  (EN) Regio V - Insula VII - Domus dei Capitelli di Stucco (V,VII,4-5), su ostia-antica.org, 31 ottobre 2024.
47. ↑   Domus dei Capitelli di Stucco - Ostia Antica (RM), su a61s.it, 31 ottobre 2024.
48. ↑   Larario, su treccani.it, 1º novembre 2024.
49. ↑  (EN) Regio V - Insula VIII - Domus V,VIII,1-4, su ostia-antica.org, 1º novembre 2024.
50. ↑  (EN) Regio V - Insula IX - Mitreo di Felicissimus (V,IX,1), su ostia-antica.org. URL consultato il 27 ottobre 2024.
51. ↑   Mitreo di Felicissimo, su ostiaantica.beniculturali.it, 27 ottobre 2024.
52. ↑  (EN) Regio V - Insula IX - Edificio V,IX,2, su ostia-antica.org, 1º novembre 2024.
53. ↑  (EN) Regio V - Insula X - Domus su Via degli Augustali (V,X,1), su ostia-antica.org, 1º novembre 2024.
54. ↑  (EN) Regio V - Insula X - Santuario della Bona Dea V,X,2, su ostia-antica.org, 2 novembre 2024.
55. ↑   Santuario della Bona Dea, su ostiaantica.beniculturali.it, 2 novembre 2024.
56. ↑   Stefano de Togni, Il Santuario della Bona Dea fuori Porta Marina a Ostia, in Itinéraires d’hommes, trajectoires d’objets, Éditions universitaires de Dijon, 2021,  pp. 1–3, DOI:10.4000/books.eud.1801.
57. ↑  (EN) Regio V - Insula X - Terme del Nuotatore (V,X,3), su ostia-antica.org, 3 novembre 2024.
58. ↑  (EN) Regio V - Insula XI - Tempio Collegiale V,XI,1, su ostia-antica.org, 3 novembre 2024.
59. ↑  (EN) Regio V - Insula XI - Caseggiato del Temistocle (V,XI,2), su ostia-antica.org, 3 novembre 2024.
60. ↑  (EN) Regio V - Insula XI - Edificio V,XI,3, su ostia-antica.org, 3 novembre 2024.
61. ↑  (EN) Regio V - Insula XI - Portico del Monumento Repubblicano and Magazzino Annonario (V,XI,4-5), su ostia-antica.org, 4 novembre 2024.
62. ↑  (EN) Regio V - Insula XI - Monumento Repubblicano (V,XI,6), su ostia-antica.org, 4 novembre 2024.
63. 1 2  (EN) Regio V - Insula XI - Portico degli Archi Trionfali and Horrea dell'Artemide (V,XI,7-8), su ostia-antica.org, 4 novembre 2024.
64. ↑  (EN) Regio V - Insula XII - Horrea di Hortensius (V,XII,1), su ostia-antica.org, 5 novembre 2024.
65. ↑  (EN) Regio V - Insula XII - Horrea V,XII,2, su ostia-antica.org, 5 novembre 2024.
66. ↑  (EN) Regio V - Insula XII - Sabazeo (V,XII,3), su ostia-antica.org, 5 novembre 2024.
67. ↑  (FR) Van Haeperen, Françoise., Ostia. Mithraeum (?) des horrea del Sabazeo (V, XII, 3), in Fana, templa, delubra. Corpus dei luoghi di culto dell’Italia antica (FTD), n. 6, Collège de France, 2019,  p. 3, DOI:10.4000/books.cdf.6147.
68. ↑  (EN) Regio V - Insula XVI - Castello d'Acqua (V,XVI,2), su ostia-antica.org, 5 novembre 2024.
69. ↑  (EN) Regio V - Insula XVII - Edificio V,XVII,1, su ostia-antica.org, 5 novembre 2024.
70. ↑  (EN) Regio V - Insula XVII - Ninfeo su Piazzale della Vittoria (V,XVII,2), su ostia-antica.org, 6 novembre 2024.
71. ↑  (EN) Regio V - Insula XVII - Monumento V,XVII,3, su ostia-antica.org, 6 novembre 2024.
72. ↑  (EN) Regio V - Insula XVIII - Edificio V,XVIII,1 and Porta Secondaria, su ostia-antica.org, 6 novembre 2024.
73. ↑  (EN) Regio V - Insula XIX - Edificio V,XIX,1, su ostia-antica.org, 6 novembre 2024.
74. ↑  (EN) Regio V - Insula XX - Edificio V,XX,1, su ostia-antica.org, 6 novembre 2024.